# بزرگراه میان‌ایالتی ۸۸ (شرق)
بزرگراه میان ایالتی ۸۸ (شرق) (به انگلیسی: Interstate-88، مخفف:I-88(E)) یکی از بزرگراه‌های میان ایالتی آمریکاست؛ که مسیر شرقی-غربی داشته و زیرمجموعه ندارد.